# Photinia bodinieri
Photinia bodinieri är en rosväxtart som beskrevs av H. Lév.. Photinia bodinieri ingår i släktet Photinia och familjen rosväxter. Utöver nominatformen finns också underarten P. b. longifolia.